# 菱形
菱形（ひしがた、りょうけい）、斜方形（しゃほうけい）は、4本の辺の長さが全て等しい四角形である。
成立条件に、
- 隣り合う2辺の長さが等しい平行四辺形
- 対角線が直交する平行四辺形

がある。
4つの内角が全て等しい菱形は正方形であり、その内角は直角に等しい。

## 性質
菱形は平行四辺形の特殊なタイプであるのでその性質を全て持ちあわせている。具体的には
- 2組の対辺は互いに平行で長さは等しい
- 2組の対角の大きさも互いに等しい
- 対角線がそれぞれの中点で垂直に交わる

など。
線対称な図形であり、対称軸は2本の対角線である。また点対称な図形でもあり、対角線の交点を中心とした180°の回転で元の像と重なり合う。
対角線が直交し、隣り合った辺が等しいペアが2組ある四角形は一般に凧形（たこ形）とよばれ、向かい合った辺は必ずしも平行ではない。菱形は凧形の特殊なタイプである。
菱形を対角線を境に2つに分けるとその各々は合同な二等辺三角形となる。

## 菱形の面積
菱形の面積Sは平行四辺形の面積の公式 S =（底辺）×（高さ） を用いて求めてもよいが、以下の式
{\displaystyle S={\frac {AC\times BD}{2}}}
で計算する方法がよく知られている。ここで AC および BD はそれぞれ向かい合った頂点を結ぶ対角線の長さである。この公式は凧形の面積にも適用できる。

## 菱形の面のみによる立体
- 菱面体
- 菱形十二面体
- 菱形十二面体第2種
- 菱形二十面体
- 菱形三十面体
- 菱形九十面体

## シンボル
- トランプなどのダイヤ {\displaystyle {\color {red}\blacklozenge }} は赤い菱形として描かれることが多い。
- 日本の指定暴力団である「山口組」の代紋は、菱形である（菱形の中に山の漢字が書かれており、山菱と呼ばれる）。
- 三菱グループ（三菱財閥）各企業、三菱鉛筆、弘乳舎のロゴは、3つの菱形を1点で共有させたデザインである（スリーダイヤと呼ばれる）。